# Karl Holzhey
Karl Holzhey (* 18. Februar 1863 in München; † 28. Dezember 1943 ebenda) war ein deutscher römisch-katholischer Geistlicher, Theologe, Alttestamentler und Hochschullehrer.

## Leben
Nach einem Studium der Philosophie und Theologie wurde Holzhey 1888 zum Priester geweiht. Anschließend war er als Aushilfspriester in Sankt Benedikt in München tätig, ab 1889 arbeitete er als Kaplan in München-Haidhausen. 1891 wurde er Hausgeistlicher in der Kreisirrenanstalt in München. Im Jahr 1895 wurde er promoviert, 1897 folgte seine Habilitation. Ab 1900 war er Professor für Alttestamentliche Exegese am Königlichen Lyceum in Passau, dem Vorläufer der Philosophisch-theologischen Hochschule Passau (inzwischen Universität Passau), ab 1903 Professor für Alttestamentliche Exegese, Einleitung in das Alte Testament, biblische Archäologie und biblisch-orientalische Sprachen am Königlichen Lyceum Freising, dem Vorläufer der Philosophisch-theologischen Hochschule Freising. 1918 übernahm er die Aufgabe eines Präses des katholischen Arbeitervereins im Bezirk Freising. Im Jahr 1929 wurde er emeritiert.

## Rezeption
In der Auseinandersetzung um die Anwendung der historisch-kritischen Methode wurde sein Werk Kurzgefasstes Lehrbuch der speziellen Einleitung in das Alte Testament (aus dem Jahr 1912) im Jahr 1913 durch die Römische Index-Kongregation auf den Index librorum prohibitorum gesetzt. Ein Dekret der Konsistorialkongregation hatte es bereits 1912 für das Theologiestudium verboten.

## Werke
- Die Inspiration der heiligen Schrift in der Anschauung des Mittelalters. Von Karl dem Grossen bis zum Konzil von Trient. Lentner, München 1895 (Nachdruck: University Microfilms International, London 1980).
- Der neuentdeckte Codex Syrus Sinaiticus. Mit einem vollständigen Verzeichnis der Varianten des Codex Sinaiticus und Codex Curetonianus. J.J. Leibner, München 1896.
- Die Abhängigkeit der syrischen Didaskalia von der Didache. In: Compte rendu du quatrième congrès scientifique international des catholiques. Imprimerie et librairie de l’oeuvre de Saint Paul, Fribourg 1898, S. 249–277.
- Die Bücher Ezra und Nehemia. Untersuchung ihres literarischen und geschichtlichen Charakters. Lentner, München 1902.
- Herkunft und Bedeutung der Endvokale u, i, a beim assyrischen Nomen und Verbum. Brockhaus, Leipzig 1903.
- Die Thekla-Akten. Ihre Verbreitung und Beurteilung in der Kirche (= Veröffentlichungen aus dem Kirchenhistorischen Seminar München. Reihe 2, Nummer 7). Lentner, München 1905.
- Kurzgefasstes Lehrbuch der speziellen Einleitung in das Alte Testament (= Wissenschaftliche Handbibliothek 1. Band 32). Paderborn 1912.
- Prähistorische Gräber in der Freisinger Gegend, Verlag des Historischen Vereins Freising, 1912, S. 35–38.
- Übungsbuch zum Hebräischen. Im Anschluß an die „kurzgefaßte hebräische Grammatik“. Schöningh, Paderborn 1914.
- Assur und Babel in der Kenntnis der griechisch-römischen Welt. Datterer, Freising/München 1921.
- Babylonisches bei Otto von Freising. In: Joseph Schlecht (Hrsg.): Wissenschaftliche Festgabe zum zwölfhundertjährigen Jubiläum des heiligen Korbinian. Anton Huber, München 1924, S. 279–284.
- Jahve, der Gott Israels. Sein Kampf gegen die fremden Götter von Mose bis Christus (= Alttestamentliche Abhandlungen. Band 12. Heft 4). Aschendorff, Münster 1936.